# M.J. Arlidge
Matthew Arlidge (Londen, 10 oktober 1974), beter bekend als M.J. Arlidge, is een Engelse schrijver van thrillers.

## Levensloop
Arlidge bracht in mei 2014 zijn eerste boek uit in Engeland met de titel Eeny Meeny. In januari 2015 werd in Nederland de Nederlandstalige versie van het boek uitgebracht onder de naam Iene miene mutte. Het boek bleek later de start van de Helen Grace-boekenserie, sinds juli 2024 bestaat de serie uit twaalf delen en twee korte bonusverhalen.
De meeste titels van de thrillers die Arlidge schrijft verwijzen naar bekende kinderliedjes.
In 2020 schreef Arlidge het kortverhaal Wat jij niet ziet, dat diende als geschenk voor de maand van het Spannende Boek in Nederland.

## Bestseller 60
| Boeken met noteringen in de Nederlandse Bestseller 60 | Jaar van verschijnen | Datum van binnenkomst | Hoogste positie | Aantal weken | Opmerkingen                         |
| ----------------------------------------------------- | -------------------- | --------------------- | --------------- | ------------ | ----------------------------------- |
| Iene miene mutte                                      | 2015                 | 20-01-2016            | 21              | 59           | deel 1 van de Helen Grace-serie     |
| Naar bed, naar bed                                    | 2017                 | 14-06-2017            | 25              | 5            | deel 5 van de Helen Grace-serie     |
| Wie niet weg is                                       | 2017                 | 08-11-2017            | 36              | 4            | deel 6 van de Helen Grace-serie     |
| Klein klein kleutertje                                | 2018                 | 18-04-2018            | 4               | 7            | deel 7 van de Helen Grace-serie     |
| Piep zei de muis                                      | 2016                 | 06-06-2018            | 52              | 1            | deel 2 van de Helen Grace-serie     |
| In de maneschijn                                      | 2018                 | 14-11-2018            | 8               | 4            | deel 8 van de Helen Grace-serie     |
| Kom je spelen?                                        | 2019                 | 10-04-2019            | 7               | 7            |                                     |
| Nog lange niet                                        | 2020                 | 03-06-2020            | 1(1wk)          | 12           | deel 9 van de Helen Grace-serie     |
| Niemand zeggen                                        | 2021                 | 02-06-2021            | 7               | 10           | deel 10 van de Helen Grace-serie    |
| Twee kleine visjes                                    | 2021                 | 27-10-2021            | 4               | 5            | verhalenbundel                      |
| Kom eens gauw                                         | 2022                 | 22-06-2022            | 3               | 13           | deel 11 van de Helen Grace-serie    |
| Oog om oog                                            | 2023                 | 16-08-2023            | 1(2wk)          | 10           |                                     |
| Leef je nog?                                          | 2024                 | 10-07-2024            | 1(1wk)          | 11           | deel 12 van de Helen Grace-serie    |
| De laatste steen                                      | 2024                 | 23-10-2024            | 9               | 4            | in samenwerking met Steph Broadribb |
| Het verkeerde kind                                    | 2025                 | 19-02-2025            | 3               | 13           | in samenwerking met Julia Crouch    |
| Door het vuur                                         | 2025                 | 06-08-2025            | 1(1wk)          | 3*           | deel 13 van de Helen Grace-serie    |